# Pediasia matricella
Pediasia matricella là một loài bướm đêm trong họ Crambidae.